# Élections législatives de 1876 dans l'Aveyron
Les élections législatives de 1876 ont eu lieu les 20 février et 5 mars 1876.

## Résultats à l'échelle du département
| Partis         | Partis                            | Premier tour | Premier tour | Deuxième tour | Deuxième tour | Sièges |
| Partis         | Partis                            | Voix         | %            | Voix          | %             | Sièges |
| -------------- | --------------------------------- | ------------ | ------------ | ------------- | ------------- | ------ |
|                | Centre-droit, Orléanistes         | 39 706       | 47,57        | 6 610         | 23,83         | 3      |
|                | Républicains, Gauche républicaine | 15 155       | 18,16        | 13 953        | 50,30         | 1      |
|                | Bonapartistes                     | 12 150       | 14,56        | 7 178         | 25,88         | 2      |
|                | Républicains radicaux             | 8 210        | 9,84         |               |               | 0      |
|                | Centre gauche                     | 7 828        | 9,38         |               |               | 1      |
|                | Légitimistes                      | 419          | 0,50         |               |               | 0      |
|                |                                   |              |              |               |               |        |
| Inscrits       | Inscrits                          | 112 725      | 100,00       | 35 147        | 100,00        | 7      |
| Votants        | Votants                           | 84 410       | 74,88        | 27 806        | 79,11         |        |
| Abstentions    | Abstentions                       | 28 315       | 25,12        | 7 341         | 20,89         |        |
| Blancs et nuls | Blancs et nuls                    | 942          | 1,12         | 65            | 0,23          |        |
| Exprimés       | Exprimés                          | 83 468       | 98,88        | 27 741        | 99,77         |        |

## Résultats par arrondissement

### Arrondissement de d'Espalion
| Candidats      | Candidats       | Étiquette      | Premier tour | Premier tour |
| Candidats      | Candidats       | Étiquette      | Voix         | %            |
| -------------- | --------------- | -------------- | ------------ | ------------ |
|                | Henry de Valady | Orléanistes    | 6 379        | 57,81        |
|                | Froment         | Républicain    | 4 656        | 42,19        |
|                |                 |                |              |              |
| Inscrits       | Inscrits        | Inscrits       | 16 506       | 100,00       |
| Votants        | Votants         | Votants        | 11 261       | 68,22        |
| Abstention     | Abstention      | Abstention     | 5 245        | 31,78        |
| Blancs et nuls | Blancs et nuls  | Blancs et nuls | 226          | 2,01         |
| Exprimés       | Exprimés        | Exprimés       | 11 035       | 97,99        |

### Arrondissement de Millau
| Candidats      | Candidats        | Étiquette           | Premier tour | Premier tour | Deuxième tour | Deuxième tour |
| Candidats      | Candidats        | Étiquette           | Voix         | %            | Voix          | %             |
| -------------- | ---------------- | ------------------- | ------------ | ------------ | ------------- | ------------- |
|                | Victor de Bonald | Constitutionnels    | 6 219        | 43,37        | 6 610         | 44,82         |
|                | Bonhomme         | Républicain radical | 4 274        | 29,80        |               |               |
|                | Antoine Mas      | Gauche républicaine | 3 848        | 26,83        | 8 139         | 55,18         |
|                |                  |                     |              |              |               |               |
| Inscrits       | Inscrits         | Inscrits            | 18 522       | 100,00       | 18 522        | 100,00        |
| Votants        | Votants          | Votants             | 14 383       | 77,65        | 14 781        | 79,80         |
| Abstention     | Abstention       | Abstention          | 4 139        | 22,35        | 3 741         | 20,20         |
| Blancs et nuls | Blancs et nuls   | Blancs et nuls      | 42           | 0,29         | 32            | 0,22          |
| Exprimés       | Exprimés         | Exprimés            | 14 341       | 99,71        | 14 749        | 99,78         |

### Arrondissement de Rodez

#### 1recirconscription
| Candidats      | Candidats                    | Étiquette           | Premier tour | Premier tour |
| Candidats      | Candidats                    | Étiquette           | Voix         | %            |
| -------------- | ---------------------------- | ------------------- | ------------ | ------------ |
|                | Louis Azémar                 | Bonapartiste        | 6 280        | 58,72        |
|                | François Mazenc              | Républicain radical | 3 936        | 36,80        |
|                | Napoléon-Alexandre Darmagnac | Légitimiste         | 419          | 3,92         |
|                |                              |                     |              |              |
| Inscrits       | Inscrits                     | Inscrits            | 13 877       | 100,00       |
| Votants        | Votants                      | Votants             | 10 705       | 77,14        |
| Abstention     | Abstention                   | Abstention          | 3 172        | 22,86        |
| Blancs et nuls | Blancs et nuls               | Blancs et nuls      | 10           | 0,09         |
| Exprimés       | Exprimés                     | Exprimés            | 10 695       | 99,91        |

#### 2ecirconscription
| Candidats      | Candidats               | Étiquette      | Premier tour | Premier tour | Deuxième tour | Deuxième tour |
| Candidats      | Candidats               | Étiquette      | Voix         | %            | Voix          | %             |
| -------------- | ----------------------- | -------------- | ------------ | ------------ | ------------- | ------------- |
|                | François Camille Roques | Bonapartiste   | 5 870        | 47,63        | 7 178         | 55,25         |
|                | Lucien Rodat            | Républicain    | 4 831        | 39,20        | 5 814         | 44,75         |
|                | Pierre Pradié           | Centre-droit   | 1 623        | 13,17        |               |               |
|                |                         |                |              |              |               |               |
| Inscrits       | Inscrits                | Inscrits       | 16 625       | 100,00       | 16 625        | 100,00        |
| Votants        | Votants                 | Votants        | 12 376       | 74,44        | 13 025        | 78,35         |
| Abstention     | Abstention              | Abstention     | 4 249        | 25,56        | 3 600         | 21,65         |
| Blancs et nuls | Blancs et nuls          | Blancs et nuls | 52           | 0,42         | 33            | 0,25          |
| Exprimés       | Exprimés                | Exprimés       | 12 324       | 99,58        | 12 992        | 99,75         |

### Arrondissement de Saint-Affrique
| Candidats      | Candidats          | Étiquette      | Premier tour | Premier tour |
| Candidats      | Candidats          | Étiquette      | Voix         | %            |
| -------------- | ------------------ | -------------- | ------------ | ------------ |
|                | Hippolyte Barascud | Centre-droit   | 10 635       | 100,00       |
|                |                    |                |              |              |
| Inscrits       | Inscrits           | Inscrits       | 16 905       | 100,00       |
| Votants        | Votants            | Votants        | 11 063       | 65,44        |
| Abstention     | Abstention         | Abstention     | 5 842        | 34,56        |
| Blancs et nuls | Blancs et nuls     | Blancs et nuls | 428          | 3,87         |
| Exprimés       | Exprimés           | Exprimés       | 10 635       | 96,13        |

### Arrondissement de Villefranche

#### 1recirconscription
| Candidats      | Candidats       | Étiquette      | Premier tour | Premier tour |
| Candidats      | Candidats       | Étiquette      | Voix         | %            |
| -------------- | --------------- | -------------- | ------------ | ------------ |
|                | Alfred Cibiel   | Orléaniste     | 8 254        | 70,99        |
|                | Jules Foulquier | Républicain    | 1 820        | 15,65        |
|                | Laurens         | Centre-droit   | 1 553        | 13,36        |
|                |                 |                |              |              |
| Inscrits       | Inscrits        | Inscrits       | 13 735       | 100,00       |
| Votants        | Votants         | Votants        | 11 672       | 84,98        |
| Abstention     | Abstention      | Abstention     | 2 063        | 15,02        |
| Blancs et nuls | Blancs et nuls  | Blancs et nuls | 45           | 0,39         |
| Exprimés       | Exprimés        | Exprimés       | 11 627       | 99,61        |

#### 2ecirconscription
| Candidats      | Candidats      | Étiquette      | Premier tour | Premier tour |
| Candidats      | Candidats      | Étiquette      | Voix         | %            |
| -------------- | -------------- | -------------- | ------------ | ------------ |
|                | Étienne Médal  | Centre gauche  | 7 828        | 60,82        |
|                | Louis Decazes  | Centre-droit   | 5 043        | 39,18        |
|                |                |                |              |              |
| Inscrits       | Inscrits       | Inscrits       | 16 555       | 100,00       |
| Votants        | Votants        | Votants        | 12 950       | 78,22        |
| Abstention     | Abstention     | Abstention     | 3 605        | 21,78        |
| Blancs et nuls | Blancs et nuls | Blancs et nuls | 79           | 0,61         |
| Exprimés       | Exprimés       | Exprimés       | 12 871       | 99,39        |